# Maurice Dugowson
Maurice Dugowson (Saint-Quentin, 23 de septiembre de 1938 − París, 11 de noviembre de 1999) fue un director de cine y guionista francés.

## Biografía
Para televisión , trabajó tanto en la dirección de emisiones en directo, como Droit de réponse animada a comienzos de la década de los 80 por Michel Polac o en la emisión de Philippe Alfonsi Taxi en FR3 presentada por Catherine Belkhodja (que ganó el 7 d'or a la mejor revista de actualidad en 1987) como en la realización de documentales o de telefilms y series. En sus primeras realizaciones como cineasta, ofrece a Patrick Dewaere sus primeros principales papeles. Recibió en 1996 el set d'or al mejor documental para su película Histarias secretas de la televisión.

## Filmografía
Director
- 1969: Les Vésicules de la fortune
- 1975: Lily quiéreme (Lily aime-moi)
- 1976: F comme Fairbanks
- 1979: Au revoir... a lundi
- 1983: Sarah
- 1986: Serie negra  - 2 episodios
- 1995: La Poudre aux yeux
- 1997: El Che. Una leyenda de nuestro siglo (Ernesto Guevara, enquête a un home de légende) (documental)